# イーゴリ・コスチュコフ
イーゴリ・オレゴヴィチ・コスチュコフ（И́горь Оле́гович Костюко́в、1961年2月21日- ）は、ロシアの海軍将校。
2018年現在、ロシア連邦軍参謀本部情報総局 (GRU) の局長を務めている。

## 軍のキャリア
コスチュコフは、前任者のイーゴル・コロボフの死去を受けて、2018年11月にGRUの局長代行に任命された。この配属により、GRUの歴史上初めて海軍将校がGRU局長に就任することとなった。コスチュコフは2016年の米大統領選に介入した疑いで米国政府の「ブラックリスト」に入れられている。コスチュコフは2019年後半に海軍大将に昇進した。

## 制裁
2022年ロシアのウクライナ侵攻中の2022年3月、コスチュコフは欧州連合の「ブラックリスト」に入れられた。

## 2022年3月の病気
2022年3月25日、元ウクライナ内相のアルセン・アヴァコフは、コスチュコフとロシアの国防相セルゲイ・ショイグの健康状態が急激に悪化したとの情報があると主張し、「両者の症状は胸やけと息切れで全く同じ」であると述べた。ザ・モスクワ・タイムズは、セルゲイ・ショイグやヴィクトル・ゾロトフ、ワレリー・ゲラシモフを含む他の上級シロヴィキと共にコスチュコフが3月中旬に公の場から姿を消したとみなした。